# Хассо, Антонио
Хуа́н Анто́нио Ха́ссо Альма́рас (исп. Juan Antonio Jasso Almaraz; 11 марта 1935, Мехико — 26 июня 2013) — мексиканский футболист, участник чемпионата мира 1962 года.

## Биография

### Клубная карьера
Хассо начинал карьеру в клубе «Некакса», в составе которого отыграл два сезона, после чего перешёл в клуб «Сакатепек», в составе которого выиграл два Кубка Мексики и трофей Чемпион чемпионов Мексики 1958 года. После четырёх сезонов в этой команде, он перешёл в клуб «Америка», в составе которой выиграл чемпионский титул 1966 года и два Кубка Мексики. В этом же клубе он завершил карьеру в возрасте 31 года, отыграв за столичный клуб шесть сезонов.

### Карьера в сборной
В составе сборной Мексики сыграл 18 матчей и принимал участие на чемпионате мира 1962 года, где сыграл в двух матчах на групповом этапе.

### Смерть
Скончался 26 июня 2013 года в возрасте 78 лет.

## Достижения
«Сакатепек»
- Обладатель Кубка Мексики (2): 1956/57, 1958/59
- Обладатель трофея Чемпион чемпионов Мексики (1): 1958

«Америка»
- Чемпион Мексики (1): 1965/66
- Обладатель Кубка Мексики (2): 1963/1964, 1964/1965